# 김유빈 (가수)
김유빈(2002년 ~ )은 대한민국의 가수다. 2019년 싱글 《말해줘/내 남자라니까》로 데뷔했다.

## 방송
- 내일은 미스트롯 (2019) - Top94

## 음반
- 말해줘/내 남자라니까 (2019)
- 못 잊을건 정 (2020)